# Dipsacaceae
Dipsacaceae Juss. é uma família de plantas angiospérmicas (plantas com flor - divisão Magnoliophyta), pertencente à ordem Dipsacales.
A ordem à qual pertence esta família está por sua vez incluida na classe Magnoliopsida (Dicotiledóneas): desenvolvem portanto embriões com dois ou mais cotilédones.
As plantas desta família são ervas ou arbustos, bianuais ou perenes, formando 11 gêneros. A maioria é nativa de climas temperados, na Europa,  Ásia e África.
O gênero Morina foi transferido para a família das Morinaceae.

## Gêneros
| - Acanthocalyx - Dipsacus - Knautia - Scabiosa - Succisa - Succisella | - Cephalaria - Pterocephalus - Callistemma - Pycnocomon - Triplostegia |